# Zatáčkoměr

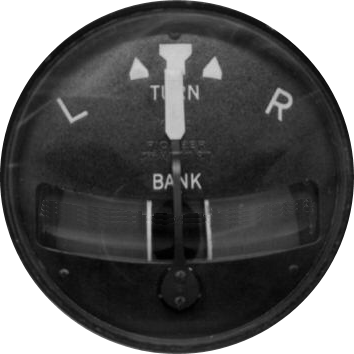
Zatáčkoměr v klidu

Koordinátor zatáček při správně provedené pravé zatáčce

Zatáčkoměr je letecký přístroj, který využívá vlastnosti roztočeného setrvačníku zavěšeného v rámečku. Zatáčkoměr ukazuje úhlovou rychlost otáčení letadla okolo svislé osy. Stupnice je obvykle ve ° za sekundu. Na zatáčkoměru je tedy například napsáno „2 min“; to znamená, že pokud bude ručička na této značce (tedy 3 ° za sekundu), letadlo vykoná 360° zatáčku za dvě minuty.
Výhodou zatáčkoměru je jeho malé zpoždění a zejména jednoduchost, a z toho vyplývající vysoká spolehlivost. Velkou nevýhodou je nedokonalé tlumení – pokud letadlo neletí v klidném vzduchu (a ten je v mraku málokdy), tak se ručička třepe kolem správné hodnoty, což znesnadňuje pilotáž podle zatáčkoměru. Z tohoto důvodu se u dnešních letadel pro let podle přístrojů běžně nepoužívá, ale spolu s variometrem slouží jako zdvojující přístroje pro případ vysazení umělého horizontu.
Zatáčkoměr může být poháněn stejnosměrným elektrickým proudem (12 V, 24 V), střídavým proudem (většinou 3x 36 V 400 Hz), nebo pneumaticky. Pro jednodušší odečítání bývá vybaven pneumatickým tlumicím zařízením.
Zatáčkoměr je většinou kombinován s relativním příčným sklonoměrem (kuličkou), pomocí které pilot určuje koordinaci zatáčky, tedy to, zda je zatáčka prováděna bez skluzu či výkluzu. Takový přístroj je pak v žargonu pilotů nazýván „kulička-nožička“ (tedy „kam kulička, tam nožička“). Zatáčkoměr může být kombinován také s variometrem. Podobný, ale drobně vylepšený přístroj, který odstraňuje některé chyby zatáčkoměru, se nazývá koordinátor zatáček, a bývá opět také kombinován relativním příčným sklonoměrem.